# Palaestina Salutaris
Palaestina Salutaris, Palaestina Tertia o Palaestina III Salutaris fue una provincia bizantina (Imperio Romano de Oriente), que cubría el territorio del Néguev (o Edom), Sinaí (excepto la costa occidental del norte) y el suroeste de Transjordania, al sur del Mar Muerto. La provincia, una parte de la Diócesis de Oriente, fue dividida de la anterior Arabia Pétrea durante las reformas de Diocleciano en c. 300 y existió hasta la conquista árabe musulmana del siglo VII.

## Contexto
En 105/106, los territorios al este de Damasco y al sur del mar Rojo fueron anexionados a los del reino nabateo y se organizaron en la nueva provincia romana de Arabia, con capitales del norte y del sur en Bostra y Petra. La  provincia fue ampliada por Septimio Severo en 195 y se cree estuvo dividida en dos: Arabia Minor o Petraea y Arabia Maior, ambas sujetas a los legados imperiales con el rango de consularis, cada uno al mando de una legión.
Ya en el siglo III, los nabateos habían dejado de escribir en arameo y comenzaron a escribir en griego, y para el siglo IV se habían convertido parcialmente al cristianismo, un proceso que se completó en el siglo V.
Petra declinó rápidamente bajo el dominio romano tardío, en gran parte por los cambios en las rutas comerciales marítimas. En 363, un terremoto destruyó muchos edificios y dañó profundamente el sistema de suministro de agua.
El área se organizó bajo el Imperio romano tardío como parte de la Diócesis de Oriente (314), en donde se incluyó junto con las provincias de Isauria, Cilicia, Chipre (hasta 536), Eufratensis, Mesopotamia, Osroene, Fenicia y Arabia Petraea.
El gobierno bizantino en el siglo IV introdujo el cristianismo en la población. Se establecieron ciudades basadas en la agricultura y la población creció exponencialmente. Bajo Bizancio (desde 390), una nueva subdivisión dividió aún más la provincia de Cilicia en Cilicia Prima y Cilicia Secunda. La Siria Palaestina se dividió en Siria Prima, Siria Salutaris, Fenicia Lebanensis, Palaestina Prima, Palaestina Secunda y, finalmente, también Palaestina Salutaris (en el siglo VI).

## Historia
La Palaestina Tertia incluyó el Néguev, el sur de Transjordania, una vez parte de Arabia Petraea, y la mayor parte del Sinaí con Petra como la residencia habitual del gobernador y el arzobispado metropolitano. La Palaestina Tertia también era conocida como Palaestina Salutaris.
Existían relaciones comerciales entre las ciudades de Palaestina Salutaris y las tribus árabes de Hejaz (Arabia Maior), particularmente con las ciudades más al sur de Petra y Gaza. Mahoma, su padre, Abdalá, y su abuelo, que murió en Gaza, recorrieron las rutas comerciales de la región en el siglo VI.
Los invasores árabes musulmanes encontraron que los nabateos de la Transjordania y el Néguev se habían transformado en campesinos. Sus tierras se dividieron entre los nuevos reinos tribales árabes qahtanitas de los vasallos bizantinos, los árabes gasánidas y los vasallos himyaritas o el reino árabe de Kinda en el norte de Arabia, incorporados todos a la provincia de Bilad al-Sham del califato ortodoxo.

## Sedes episcopales
Las sedes episcopales de la provincia que aparecen en el Anuario Pontificio como sedes titulares son:
| - Aila - Arad - Areópolis (Rabba) - Arindela - Augustópolis en Palestina | - Bacatha en Palestina - Carac-Moba (Al Karak) - Elusa (Haluza) - Iotapa en Palestina (Isla de Et-Titan) - Pharan (Uadi Feiran) |